# Aipysurus apraefrontalis
Espèce
Statut de conservation UICN

 CR A2ac; B2ab(iii,v) : 
En danger critique
Aipysurus apraefrontalis est une espèce de serpents de la famille des Elapidae quasiment inconnu aux yeux de la population car cette espèce est très rare, nous pouvons également prendre en note que le dossier de l’espèce avait été fermé fut un temps en raison de l’absence de cette espèce 

## Répartition
Cette espèce marine se rencontre dans les eaux de l'Australie en mer de Timor près des récifs Ashmore et Hibernia.

## Publication originale
- Smith, 1926 : Monograph on the Sea Snakes (Hydrophiidae). British Museum, London, p. 1-130.